# Гемам

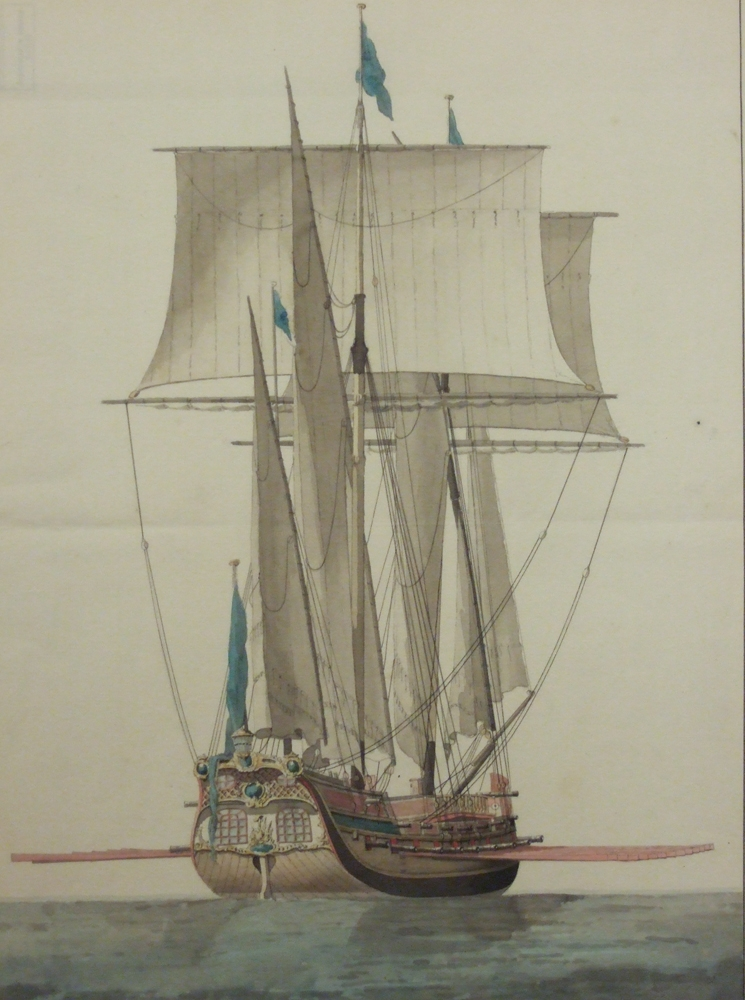
Гемам «Оден»

Гемам — историческое название парусно-гребных фрегатов шведского шхерного флота, предназначенных для боевых действий в мелководной акватории Балтийского моря. Военные корабли этого вида имели мощное артиллерийское вооружение и обладали небольшой осадкой.
С конца XVIII века и до первой четверти XIX века (примерно 1790—1823) для войны на Балтике трёхмачтовые плоскодонные гемамы также начали строиться на верфях Российской империи для российского Балтийского флота. Потенциальными боевыми задачами этих кораблей считались крупномасштабные десантные операции, обеспечение и снабжение береговыx укреплённыx пунктoв большими партиями продовольственных припасов и т. п. Выпуск гемамов в основном пришёлся на период 1808—1809 для противостояния шведским военно-морским силам. Однако широкого распространения в российском флоте этот тип боевых кораблей так и не получил.
Типичный корабль этого типа нёс на себе две мачты и имел около 10 пар вёсел. Артиллерийское вооружение считалось довольно сильным, так как общее количество пушек могло достигать 30—32 или даже 40 стволов, некоторые из которых могли иметь крупный калибр. Полная длина такого корабля составляла 40 — 44 метра, ширина 10 — 11 метров, высота борта 2,6 — 6,0 метров, осадка до 2 метров.